# حملات ژوئیه ۲۰۱۰ کامپالا
حملات ژوئیه ۲۰۱۰ کامپالا (انگلیسی: July 2010 Kampala attacks) حملات بمب گذاری انتحاری بود که در روز ۱۱ ژوئیه ۲۰۱۰ در کامپالا پایتخت اوگاندا علیه جمعیت در حال تماشای مسابقات فینال جام جهانی فوتبال ۲۰۱۰ انجام شد و دو نمایشگاه فمینیسم را هدف قرار داد.

## تلفات
این حملات ۷۴ کشته و ۷۰ زخمی بر جای گذاشت.

## مسئولیت حمله
الشباب، یک گروه شبه‌نظامی اسلام‌گرای مستقر در سومالی که با القاعده ارتباط دارد، مسئولیت انفجارها را به عهده گرفت.
در ماه مارس سال ۲۰۱۵، محاکمه ۱۳ تن از عاملان این بمب‌گذاری‌ها از کنیا، اوگاندا و تانزانیا در دادگاه عالی اوگاندا برگزار شد.